# Animalize
Animalize — музичний альбом гурту Kiss. Виданий 13 вересня 1984 року лейблом Mercury. Загальна тривалість композицій становить 35:42. Альбом відносять до напрямку хард-рок/важкий метал.

## Список творів
1. «I've Had Enough (Into the Fire)» — 3:50
2. «Heaven's on Fire» — 3:18
3. «Burn Bitch Burn» — 4:38
4. «Get All You Can Take» — 3:42
5. «Lonely Is the Hunter» — 4:27
6. «Under the Gun» — 3:59
7. «Thrills in the Night» — 4:18
8. «While the City Sleeps» — 3:39
9. «Murder in High Heels» — 3:51